# Mayatrichia acuna
Mayatrichia acuna är en nattsländeart som beskrevs av Ross 1944. Mayatrichia acuna ingår i släktet Mayatrichia och familjen smånattsländor. Inga underarter finns listade i Catalogue of Life.